# Le Dernier Plan
Pour plus de détails, voir Fiche technique et Distribution.
Le Dernier Plan est un film franco-belge réalisé par Benoît Peeters, sorti en 2000.

## Synopsis
Virgil Iancu, un jeune réalisateur roumain, débarque à Paris accompagné de son cadreur. Il est à la recherche d’informations sur Constantin Dolinescu, célèbre écrivain dissident qui se réfugia en France en 1987 et entama la réalisation d’un film avant de disparaître sans laisser de traces.
L’enquête de Virgil lui permet d’approcher une série de témoins (dont Pierre Arditi, Jean Michel Jarre, Pierre Assouline, François Schuiten...), éclairant peu à peu la personnalité tourmentée de Dolinescu, les aléas de son exil et les difficultés de son projet cinématographique. Le jeune homme met la main sur de nombreux documents, et notamment sur quelques extraits des deux versions du film inachevé.
L’implication personnelle de Virgil dans sa recherche est de plus en plus manifeste. Ce qu’il veut, plus encore que mener à bien son documentaire, c’est découvrir ce qu’est devenu Dolinescu : pourquoi ses proches ont-ils tant de réticences à parler ? et s’il n’est pas mort, où se cache-t-il ? 
Après sa rencontre avec Sonia Delange, l’actrice qui tenait le premier rôle, et finalement sa confrontation avec Constantin Dolinescu, se révèlent les véritables enjeux de la quête du jeune homme et les liens intimes qui l’unissent à l’écrivain.
Bouleversé par l’état de Constantin, abandonné par son cadreur, Virgil commence à perdre pied. Veut-il arracher Constantin à son sort et le ramener en Roumanie ? Reprendre le film abandonné et le finir avec lui ? N’est-ce pas plutôt de Sonia qu’il est en train de tomber amoureux, cherchant à la séduire à travers ses liens avec Constantin ?

## Fiche technique
Source : IMDb, sauf mention contraire
- Réalisateur : Benoît Peeters
- Scénariste :  Benoît Peeters, François Schuiten, Pierre Drouot, Sandrine Willems.
- Photographie : Patrice Payen, Ella van den Hove
- Montage : Susana Rossberg
- Musique : Ivan Georgiev
- Direction artistique : André Fonsny
- Costumes : Celine Allix
- Producteur : Benoît Peeters
- Société de production :  Les Pierides
- Pays d'origine :  Belgique  |  France
- Genre : drame
- Durée : 90 minutes (1 h 30)
- Date de sortie :	
  -  Belgique : 27 septembre 2000

## Distribution
- Florin Piersic Jr. : Virgil Iancu
- Manuela Servais : Sonia Delange / Vera
- Mihai Dinvale : Constantin Dolinescu
- Pierre Arditi : Ludovic
- Jean-Michel Vovk : Jean Dumourier
- Robert Bodson :  Rulisse

et dans leur propre rôle : 
- Pierre Assouline
- Erik Orsenna
- Bernard Pivot
- Jean-Michel Jarre
- François Schuiten
- Pierre Drouot